# Christelle D'Intorni
Christelle D'Intorni, née à Nice le 2 mai 1985, est une femme politique française.
Membre du parti Les Républicains (LR), elle est maire de Rimplas de 2014 à 2022 et conseillère départementale des Alpes-Maritimes depuis 2021. Elle est élue députée en 2022 dans la 5e circonscription des Alpes-Maritimes ; elle obtient un second mandat parlementaire en 2024, sous l'étiquette des Républicains à droite (RAD).

## Situation personnelle
Née à Nice le 2 mai 1985, Christelle D'Intorni exerce la profession d'avocate.

## Parcours politique
Membre du parti Les Républicains, elle est élue maire de Rimplas en 2014, étant alors la plus jeune édile du département, et réélue en 2020. Elle est élue en 2015 conseillère régionale de Provence-Alpes-Côte d'Azur. Alors proche de Christian Estrosi qui a contribué à la placer sur la liste en position éligible, elle siège dans son groupe avant d'en être exclue en 2018. Elle est ensuite classée comme étant une « farouche opposante de Christian Estrosi »,, obtenant ainsi le surnom de « Demolition Girl ».
Elle est élue en binôme avec Éric Ciotti, rival local d'Estrosi, conseillère départementale lors des élections départementales de 2021 sur le canton de Tourrette-Levens dès le premier tour.
Dans la perspective des élections législatives de 2022, elle est pressentie comme potentielle candidate de Ciotti dans la 5e circonscription des Alpes-Maritimes, une circonscription détenue par une proche d'Estrosi, Marine Brenier, membre des Républicains. Brenier quitte LR après l'élection présidentielle de 2022 et est investie dans cette circonscription par Ensemble, coalition de soutien au président de la République réélu Emmanuel Macron. D'Intorni reçoit alors l'investiture LR, tandis que Nicolas Sarkozy intervient dans la campagne pour soutenir sa rivale. Brenier et D'Intorni sont face-à-face au deuxième tour, qui est remporté par D'Intorni avec 57,54 % des voix,. L'entre-deux-tours a été particulièrement tendu, entre tweets acerbes, appels à la démission, retrait de délégations et plaintes en diffamation.
Elle porte en 2023 une proposition de loi visant à considérablement alourdir les peines encourues par les consommateurs de cannabis : amende portée à 10 000 euros, suppression des allocations familiales pour les parents de mineurs en état de récidive, suppression des bourses pour les étudiants et confiscation des véhicules qui ont servi à s'approvisionner.
Candidate lors des élections législatives de 2024 dans la 5e circonscription des Alpes-Maritimes sur la liste d'Éric Ciotti, les Républicains à droite, soutenue par le Rassemblement national, elle est élue au premier tour avec 29 804 voix (50,35%),,. Elle rejoint l'Union des droites pour la République et en devient vice-présidente en octobre 2024.

## Prises de positions
Contrairement aux ténors de son parti, elle soutient Éric Ciotti dans l'accord passé entre ce dernier et le Rassemblement national pour les législatives de 2024, et n'appelle pas à sa démission, qualifiant ce choix de « bon sens » et de « courage ». Elle dénonce ceux qui « se drapent dans la bien-pensance pour nier la réalité des choses », et estime ne pas avoir de leçon à recevoir. Face à ce choix, Stanislas Andre, son suppléant, l'abandonne.

## Mandats
- 2015-2021 : Conseillère régionale de Provence-Alpes-Côte d'Azur
- 2014-2022 : Maire de Rimplas
- Depuis le 1er juillet 2021 : Conseillère départementale des Alpes-Maritimes
- Depuis le 22 juin 2022 : Députée de la 5e circonscription des Alpes-Maritimes. Elle est membre de la commission de la Défense nationale et des Forces armées[1]lors de son premier mandat puis de la commission des Affaires étrangères[19].

## Synthèse des résultats électoraux

### Élections législatives
| Année | Parti | Parti    | Circonscription        | 1er tour | 1er tour | 1er tour | 2d tour | 2d tour | 2d tour |
| Année | Parti | Parti    | Circonscription        | Voix     | %        | Rang     | Voix    | %       | Issue   |
| ----- | ----- | -------- | ---------------------- | -------- | -------- | -------- | ------- | ------- | ------- |
| 2022  |       | LR       | 5e des Alpes-Maritimes | 8 943    | 22,48    | 2e       | 19 814  | 57,54   | Élue    |
| 2024  |       | RAD (RN) | 5e des Alpes-Maritimes | 29 804   | 50,35    | 1re      |         |         | Élue    |

### Élections départementales
| Année | Parti | Parti | Canton           | Colistier   | 1er tour | 1er tour | 1er tour | 2d tour | 2d tour | 2d tour |
| Année | Parti | Parti | Canton           | Colistier   | Voix     | %        | Rang     | Voix    | %       | Issu    |
| ----- | ----- | ----- | ---------------- | ----------- | -------- | -------- | -------- | ------- | ------- | ------- |
| 2021  |       | LR    | Tourrette-Levens | Éric Ciotti | 8 543    | 63,28    | 1er      |         |         | Élue    |